# Катанаев, Георгий Ефремович
Георгий Ефремович Катанаев (22 апреля 1848, станица Атбасарская — 18 декабря 1921, Омск) — русский генерал-лейтенант, историк-краевед, общественный деятель, участник Белого движения. Член ЗСОИРГО (1877).

## Биография
Родился в семье хорунжего Сибирского казачьего войска, потомков казацко-маньчжурского дворянского рода Катанаевых.
Окончил в 1866 году Сибирский кадетский корпус в Омске. В том же 1866 году произведён в хорунжие, назначен в 1-й военный округ Сибирского казачьего войска. В 1870 году направлен в 1-й Сибирский казачий полк на должность адъютанта. В первые годы военной службы познакомился с Г. Н. Потаниным и другими сибирскими областниками, содержавшимися в заключении в здании Омской гауптвахты.
В 1871 году Катанаев уехал в Москву, поступил в Московскую Петровско-Разумовскую земледельческую и лесную академию. Окончил её в 1872 году.
Служил преподавателем Омской военной гимназии, офицером особых поручений при генерал-губернаторе Западной Сибири Н. Г. Казнакове, начальником казачьего отделения штаба Западно-Сибирского военного округа. С 1890 г. по 1907 г. — председатель войскового хозяйственного правления Сибирского казачьего войска.
Один из создателей и активный деятель Западно-Сибирского отдела Императорского Русского географического общества
С 1916 года — редактор основанного им еженедельника «Сибирские казачьи ведомости».
В 1918 году — после свержения Советской власти в Сибири — Катанаев становится редактором ежедневной войсковой газеты «Иртыш», членом Военного совещания при Временном Сибирском правительстве. В сентябре 1918 как делегат от Сибирского казачьего войска принимает участие в работе Уфимского государственного совещания. После переворота 18 ноября 1918 г. А. Колчак назначает Катанаева членом Военного совета при Верховном правителе России и председателем Особой комиссии по расследованию деятельности лиц, причастных к большевизму. В феврале—марте 1919 года Катанаев возглавляет Чрезвычайную следственную комиссию для расследования действий атамана Г. М. Семенова, выезжавшую в забайкальскую столицу Читу, 10 апреля 1919 становится членом Центральной следственной комиссии, а с 15 мая её председателем.
В ноябре 1919 года эвакуировался в Иркутск. Во время этого переезда были безвозвратно утрачены многие материалы, собранные Катанаевым по поручению Войскового правительства для подготовки монументальной «Истории Сибирского казачьего войска». В январе 1920 года Катанаев был арестован большевиками в Иркутске, содержался в одной тюрьме с А. В. Колчаком, но затем был освобожден (ввиду «дряхлости» и отсутствия серьезных обвинений) и выехал в Омск. Последний год своей жизни Катанаев работал в Музее ЗСОИРГО, возглавляя отдел истории и археологии.
Скончался в Омске 18 декабря 1921 года, похоронен на Казачьем кладбище.

## Сочинения
- Киргизский вопрос в Сибирском казачьем войске Архивная копия от 13 мая 2021 на Wayback Machine. — Омск, 1904.
- Краткий исторический обзор службы Сибирского казачьего войска с 1582 по 1908. — СПб., 1908.
- Западно-Сибирское служилое казачество и его роль в обследовании и занятии русской Сибири и Средней Азии (конец XVI — начала XVII веков) Архивная копия от 13 мая 2021 на Wayback Machine. — Вып. 1. — СПб., 1908.
- Историческая справка о том, как и когда основан город Омск Архивная копия от 30 апреля 2021 на Wayback Machine. — Омск : Худож. тип., 1916.
- На заре сибирского самосознания. Воспоминания генерал-лейтенанта Сибирского казачьего войска. — Новосибирск, 2005.
- Очерки былого. — Омск: Омскбланкиздат, 2012.
- Офицерство и рядовое казачество наше Архивная копия от 13 мая 2021 на Wayback Machine. — Омск, 1918.
- Боровое (Акмолинская область) как врачебно- климатический пункт Степного края Архивная копия от 13 мая 2021 на Wayback Machine / Г. Е. Катанаев. — Омск: Электро-тип. Акмол. обл. правления, 1915